# Mari Kushibuchi
Mari Kushibuchi (櫛渕 万里, Kushibuchi Mari) est une activiste et femme politique japonaise née le 15 octobre 1967 à Numata, représentant Tokyo à la Chambre des représentants pour le Parti démocrate du Japon, puis pour le Reiwa Shinsengumi.

## Jeunesse, études et carrière pré-électorale
Kushibuchi naît le 15 octobre 1967 à Numata, dans la préfecture de Gunma. Elle effectue ses études supérieures en sociologie à l'université Rikkyō.
Elle rejoint en 1991 l'ONG Peace Boat (en), qui promeut le pacifisme, la protection des droits humains, le développement durable et la préservation de l'environnement, puis en devient l'une des dirigeantes.

## Carrière électorale

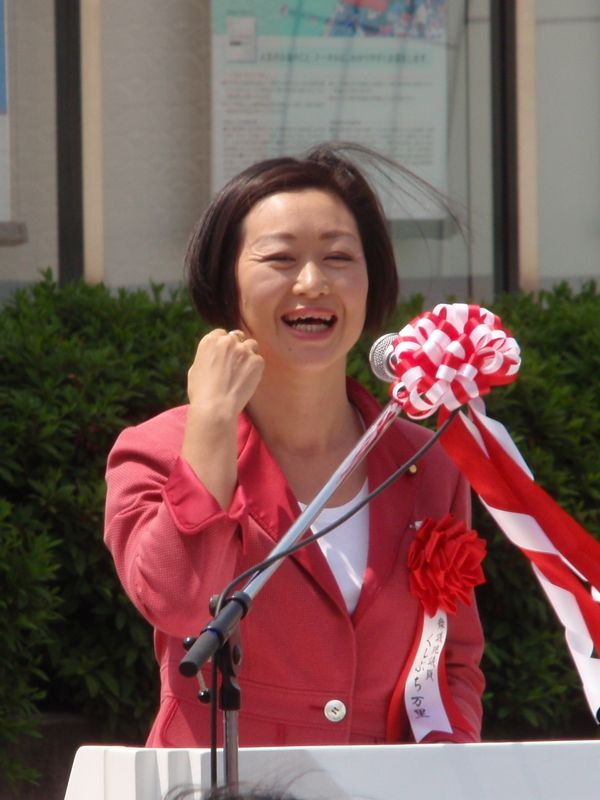
Kushibuchi en 2012, lors d'un discours public.

Kushibuchi rejoint en 2009 le Parti démocrate du Japon, qu'elle représente lors des élections législatives de la même année dans la vingt-troisième circonscription de Tokyo. Elle remporte ce scrutin, et fait par conséquent son entrée à la Diète du Japon.
Elle ne parvient pas à conserver son siège lors des élections législatives japonaises de 2012, et cède son siège à Masanobu Ogura (en). Kushibuchi participe à d'autres élections, en 2014 toujours dans la vingt-troisième circonscription de Tokyo, puis en 2017 avec le soutien du Parti de l'espoir dans la troisième circonscription de Chiba, toujours sans succès,.
Elle rejoint en 2020 le parti Reiwa Shinsengumi, et ne parvient pas à se faire élire lors des élections législatives japonaises de 2021. Cependant, en 2022, à la suite de la démission du dirigeant du parti Tarō Yamamoto, qui se présente aux élections à la chambre des conseillers du Japon de la même année, Kushibuchi, suivante sur la liste proportionnelle, effectue son retour à la Chambre des représentants.
La même année, elle tente de briguer la présidence de son parti, mais échoue face à Yamamoto. Elle est néanmoins nommée représentante du parti à la Diète à l'issue de cette élection.
Elle est à nouveau candidate sous l'investiture de Reiwa Shinsengumi lors des élections législatives japonaises de 2024, cette fois dans la quatorzième circonscription de Tokyo. Bien que ne remportant pas ce siège face à Midori Matsushima, du PLD, elle conserve son siège à la proportionnelle.

## Prises de position
Kushibuchi se déclare opposée à une révision de la Constitution antimilitariste japonaise, révision soutenue par le Parti libéral-démocrate. Elle est également opposée au déménagement de la base américaine de Futenma.
Fortement opposée à la reprise des activités des centrales nucléaires japonaises, elle lutte contre l'utilisation de l'énergie nucléaire, qu'elle soit militaire ou civile.
Kushibuchi  etime également qu'il ne faut pas revenir sur la déclaration Murayama, exprimant des excuses officielles du Japon pour les souffrances qu'il a infligées lors du XXe siècle. Sur des questions sociétales, elle se déclare favorable à l'ouverture du mariage aux couples homosexuels, et à la mise en place d'un système de quotas en politique afin de favoriser les femmes.

## Controverses
En 2023, lors du vote associé à la motion de censure du ministre des finances Shun'ichi Suzuki, Kushibuchi brandit une pancarte critiquant les différents partis d'opposition et partis au pouvoir, ce qui est une infraction au réglement intérieur de la Diète. En conséquence, elle est suspendue de la Chambre des représentants pendant 10 jours, à l'issue de la première sanction du parlement depuis 16 ans.